# Семівітриніт

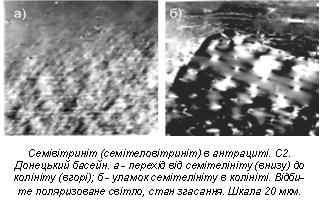

Семівітриніт (рос. семивитринит, англ. semivitrinite; нім. Semivitrinit m) — за ГОСТ 9414-60, група компонентів органічної речовини викопного вугілля, що містить у собі продукти перетворення лігніноцелюлозних тканин рослин у результаті їх геліфікації та фюзенізації. 

## Загальний опис
Семівітриніт займає проміжне положення між вітринітом та інертинітом. Включає семіколініт, семітелініт, мікстиніт. Мікрокомпоненти семівітриніту мають дещо більш високу відбивну здатність, ніж група вітриніту того ж вугілля і значно більш низьку, ніж група фюзиніту. У відбитому світлі з масляною імерсією мають сірий колір з молочним відтінком і не мають рельєфу.
Технологічні властивості. Семівітриніт спікливого вугілля при нагріванні не переходить у пластичний стан, а тільки розм'якшується.
Розповсюдження. Підвищений вміст С. спостерігається у деякому вугіллі Кузбасу. У вугіллі Донбасу, Подніпров'я та Львівсько-Волинського басейну його кількість вельми незначна (1-3%).